# Chiesa di San Giuseppe (Graglio)
La chiesa di San Giuseppe, conosciuta anche come oratorio della Madonna di Penedegra, è un edificio religioso di Graglio, località del comune di Maccagno con Pino e Veddasca, in provincia di Varese ed arcidiocesi di Milano; fa parte del decanato di Luino. 

## Storia
Le origini della chiesa risalgono al XVII secolo – come testimonia l'acquasantiera che reca la data 1613 – quando l'antico lazzaretto edificato ai tempo della peste di San Carlo venne trasformato in santuario dedicato alla Madonna. Secondo la tradizione la dedicazione a Maria deriverebbe da un miracolo consistente nella guarigione di una donna sordomuta. Più verosimilmente questa dedicazione (documentata nel 1644) sarebbe dovuta a un affresco della Madonna del latte murato sopra l'ingresso della chiesa e risalente agli inizi del XVI secolo. 
Tra il 1644 e il 1683 l'originaria struttura, che consisteva in un piccolo ambiente coperto a coprire l'affresco sopracitato, fu racchiusa in una chiesa vera e propria, dotata di aula rettangolare con presbiterio e portico sulla facciata, come testimonia il resoconto della visita pastorale del cardinale Giuseppe Pozzobonelli del 1748. L'altare maggiore era dedicato a San Giuseppe.
Nel 1752 la Curia di Milano ricevette dagli abitanti di Graglio un disegno per la trasformazione dell'oratorio, che prevedeva la chiusura di una campata del portico per aumentarne la capienza. Tuttavia, l'intervento che ne seguì si rivelò più esteso: fu ampliato il presbiterio, la cui pianta assunse la forma ottagonale, che venne sormontato da una cupola sostenuta da un tamburo cilindrico. Al centro del presbiterio venne posto il nuovo altare maggiore in muratura rivestito con stucchi ornamentali.
Verso il 1845 fu realizzato sulla pala d'altare un affresco della Madonna col Bambino, San Giuseppe e i santi Protaso e Gervaso attribuito ad Antonio Ciseri.

## Architettura

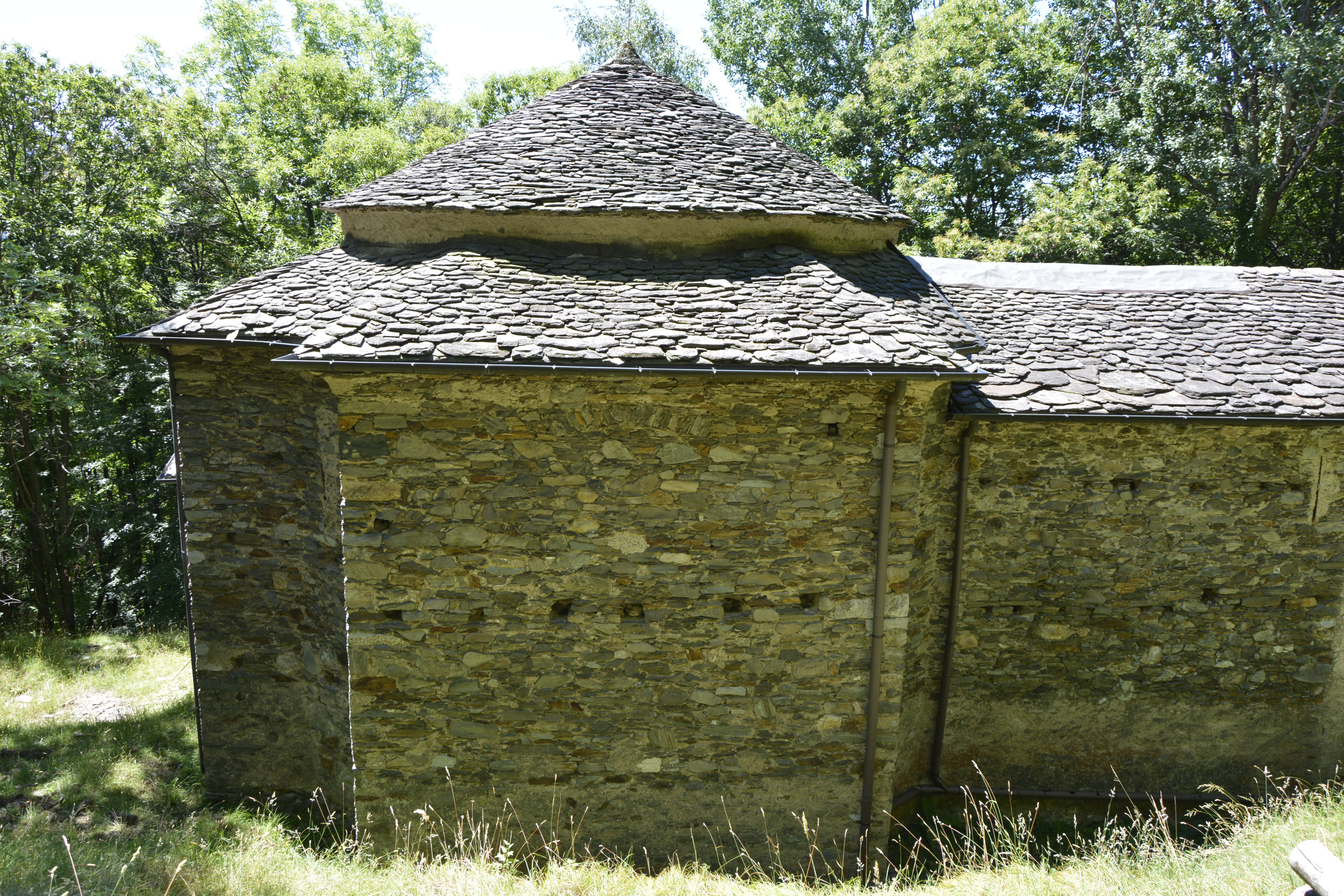
L'esterno della parte terminale della chiesa.

Oggi la chiesa presenta un ampio porticato in facciata, formato da cinque campate con arcate rette da pilastri in pietra quadrangolari e copertura a volte. Sotto il portico si apre il semplice portale sopra il quale si trova l'affresco della Madonna del latte. All'interno la chiesa si presenta ad aula unica a pianta rettangolare, chiusa a est dal presbiterio ottagonale. 
Il tetto è a due falde che sormontano l'unica navata. La cupola estradossata sopra il presbiterio ha una copertura di forma conica. Il tutto è coperto da piode.
L'altare maggiore, posto nel presbiterio, è realizzato in muratura e riccamente ornato con stucchi. Di forma allungata, sulle due ali che partono dal corpo centrale si aprono due porte che conducono all'abside retrostante, che assume così la funzione di sagrestia. Sulla pala d'altare si trova l'affresco che raffigura la Madonna con Bambino, San Giuseppe e i santi Protaso e Gervaso, questi ultimi protettori della località di Graglio e della vicina chiesa dei Santi Gervaso e Protaso.